# Восемь триграмм

Восемь триграмм

Восемь триграмм (кит. упр. 八卦, пиньинь bāguà, багуа; рус. «восемь гуа») — этап исходного космогенеза в представлении китайской философии. Восемь триграмм гуа используются в даосской космологии, чтобы представить фундаментальные принципы бытия. Триграмма — особый знак гуа, состоящий из трёх яо — линий, сплошных или прерывистых. Все возможные комбинации трёх яо образуют восемь триграмм.
Существуют несколько схем расположения триграмм и их взаимосвязь с другими категориями китайской философии.

## Восемь Гуа Фу Си

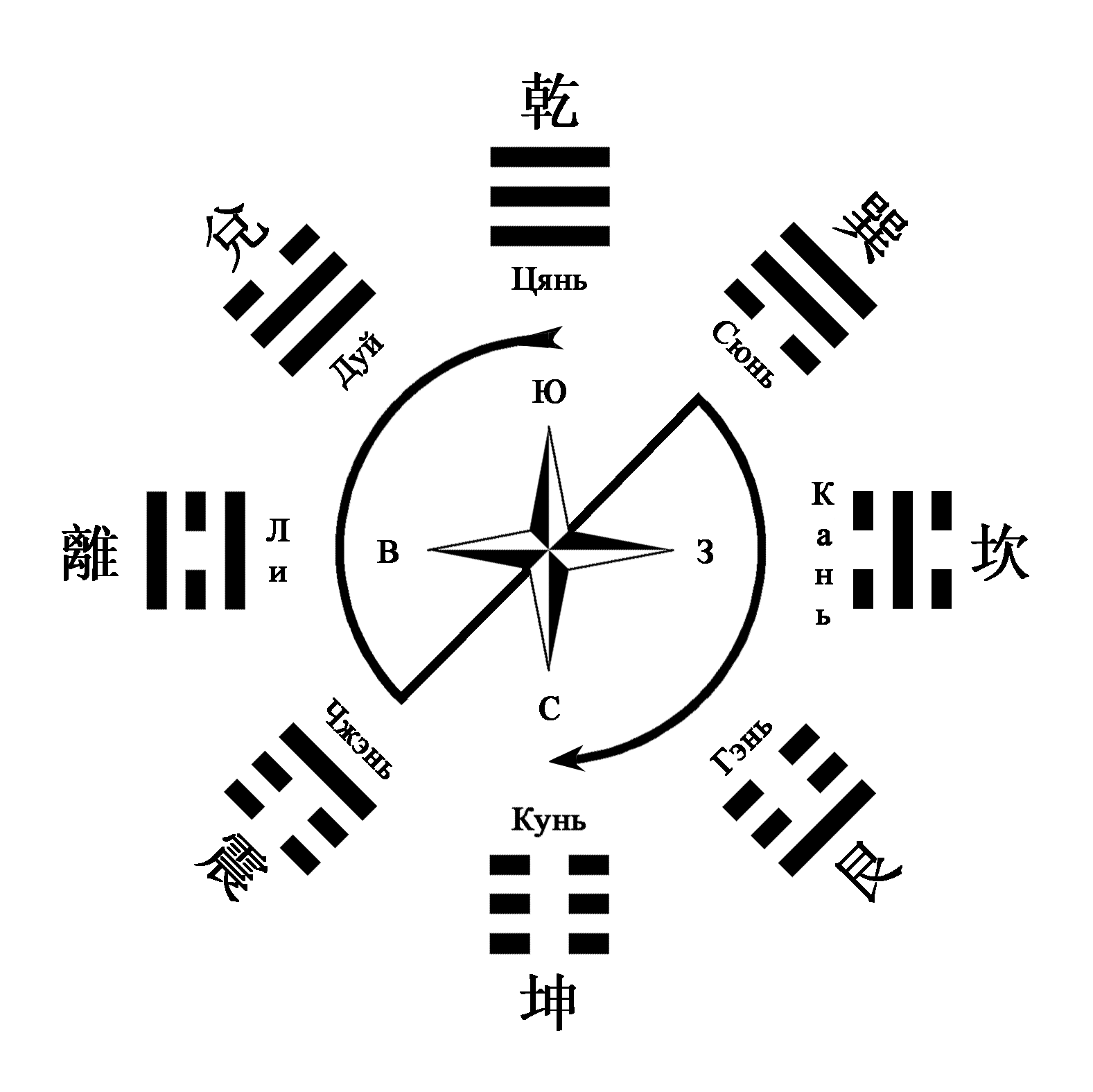
Круговое расположение

Расположение триграмм, приведенное в таблице ниже — это прежденебесное состояние (раннее небо).
| Триграмма | Символ Unicode | Название | Сторона света | Стихия   |
| --------- | -------------- | -------- | ------------- | -------- |
|           | ☰ (U+2630)     | 乾 Цянь  | Юг            | 天 Небо  |
|           | ☷ (U+2637)     | 坤 Кунь  | Север         | 地 Земля |
|           | ☳ (U+2633)     | 震 Чжэнь | Северо-Восток | 雷 Гром  |
|           | ☵ (U+2635)     | 坎 Кань  | Запад         | 水 Вода  |
|           | ☶ (U+2636)     | 艮 Гэнь  | Северо-Запад  | 山 Гора  |
|           | ☴ (U+2634)     | 巽 Сюнь  | Юго-Запад     | 風 Ветер |
|           | ☲ (U+2632)     | 離 Ли    | Восток        | 火 Огонь |
|           | ☱ (U+2631)     | 兌 Дуй   | Юго-Восток    | 澤 Озеро |

## Восемь Гуа Вэнь Вана
В посленебесном состоянии (позднем небе)
Кунь = Юго-Запад
Дуй = Запад
Цянь = Северо-Запад
Кань = Север
Гэнь = Северо-Восток
Чжэнь = Восток
Сюнь = Юго-Восток
Ли = Юг

## Другие расположения триграмм

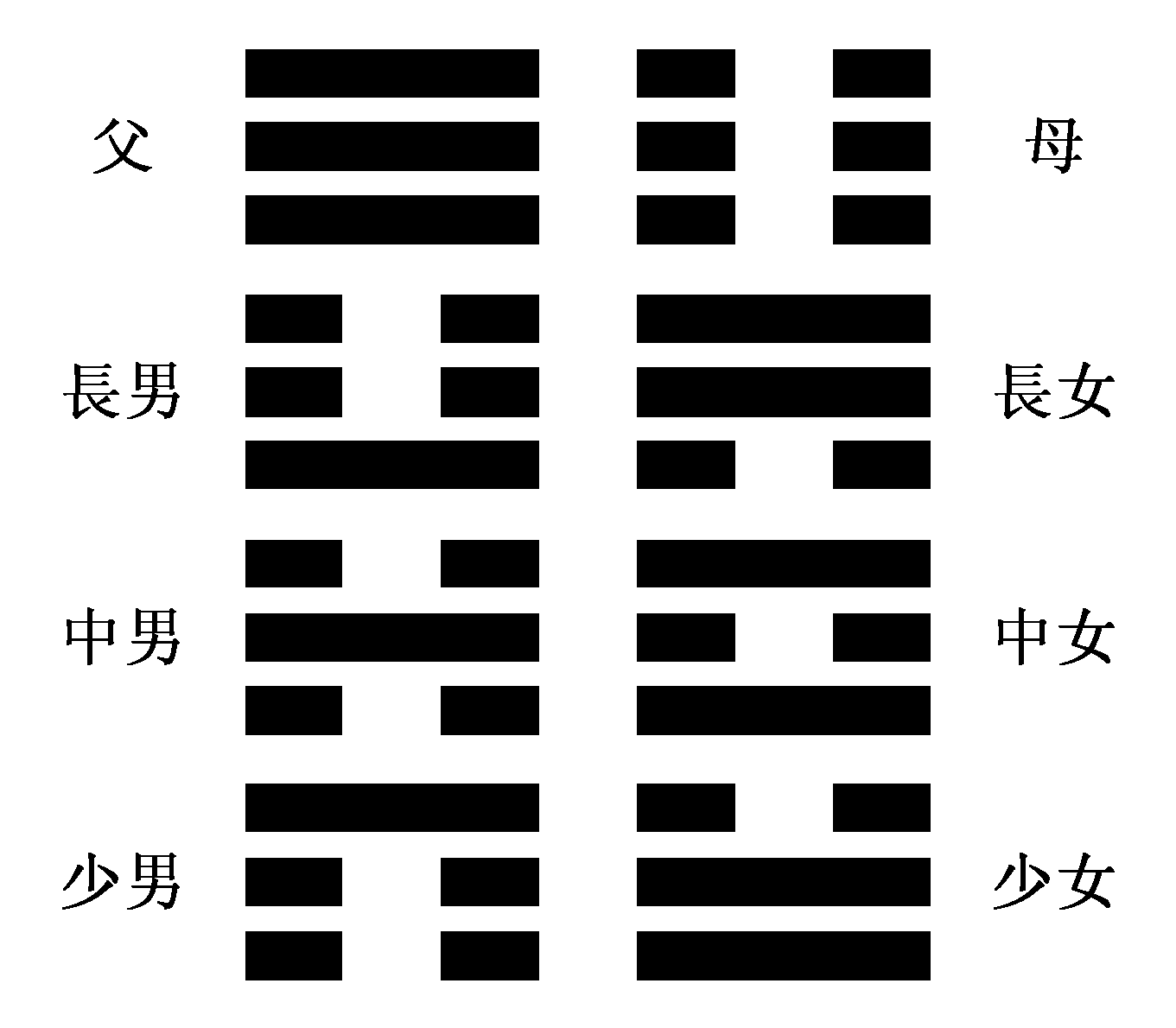
Расположение триграмм в виде семьи

Помимо расположения триграмм по Фу-Си и Вэнь-Вану, также известно расположение в виде семьи и позабытая маодунская схема, найденная при археологических раскопках.

## Современное употребление
В 1940 году китайский учёный Лю Це Хуа (Liou Tse Houa), находясь в Париже, опубликовал работу под названием «Космология Па-Куа и современная астрономия» (фр. La Cosmologie des Pa Koua et l'Astronomie moderne). С опорой на принципы традиционной китайской науки и Па-Куа (восемь триграмм; Pa Koua = Ba Gua, багуа), в этом труде сделан вывод о существовании за Плутоном неизвестной нам планеты и даны её характеристики: плотность, орбита и прочее.

### Стили боевых искусств, основанные на багуа
- Багуачжан
- Тайцзицюань
- Бацзицюань
- Люхэбафацюань